# Narcisse-Achille de Salvandy

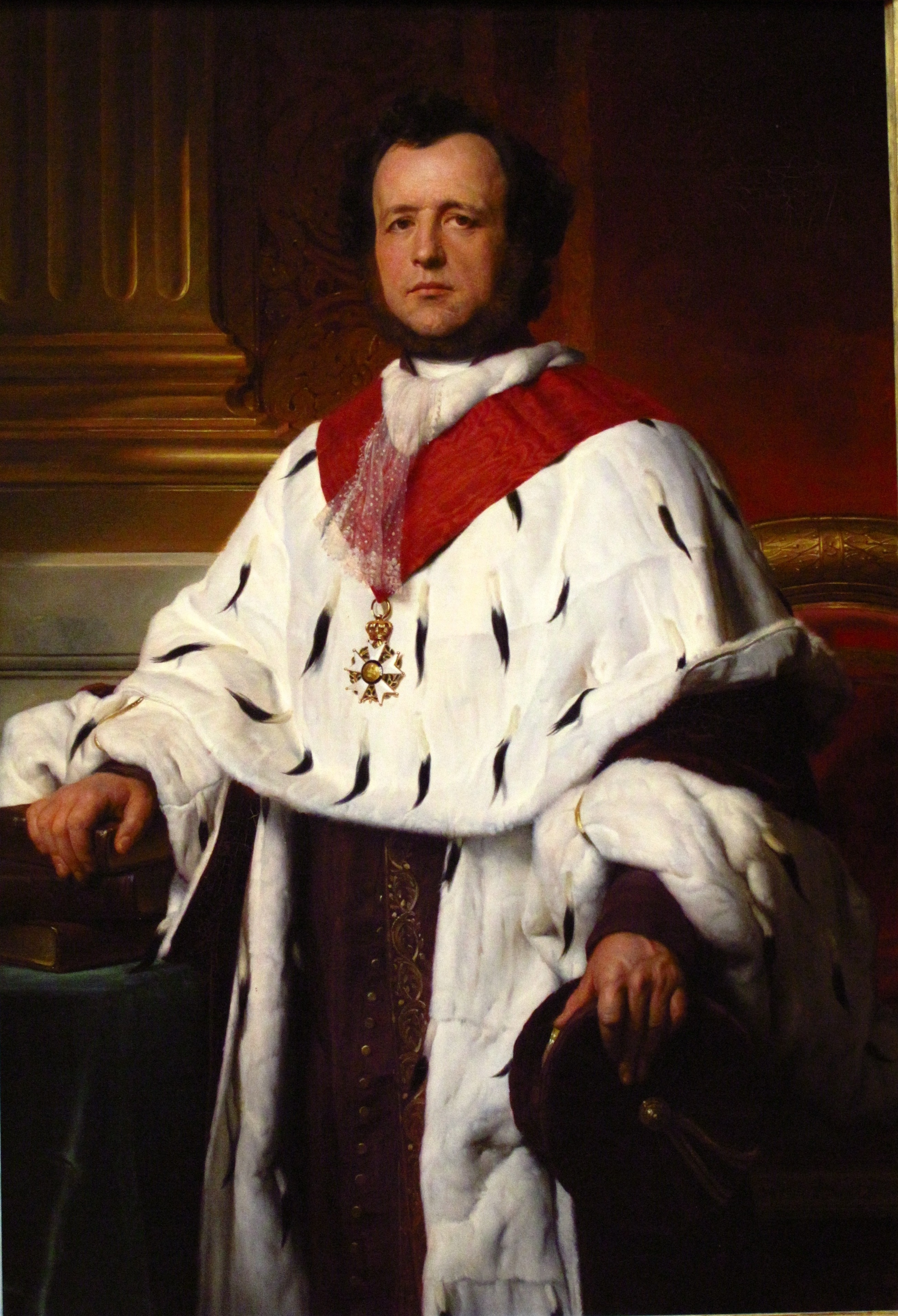
Le comte de Salvandy en Grand maître de l’Université. Porträt von Paul Delaroche. Paris, Musée du Louvre.

Narcisse-Achille comte de Salvandy (* 11. Juni 1795 in Condom; † 15. Dezember 1856 auf seinem Schloss in Graveron-Sémerville im Département Eure) war ein französischer Staatsmann und Publizist.

## Leben
de Salvandy stammte aus einer Familie irischen Ursprungs, und nahm selber an den Befreiungskriegen von 1813 und 1814 teil. 1814 verließ er als Adjudant-Major den Militärdienst, und wurde am 31. Dezember 1815 mit dem Orden der Ehrenlegion ausgezeichnet.
1819 bis 1821 war er Maître des requêtes und wurde Journalist für den „Journal des Débats“. 1827 wurde er von Premierminister Jean-Baptiste Gay, vicomte de Martignac zum Staatsrat ernannt, und trat 1829 unter der Regierung Jules de Polignac von dieser Stelle zurück.
1832 wurde er in die Abgeordnetenkammer gewählt. Seit 1835 war er Mitglied der Académie française (Fauteuil 1) und erhielt am 15. April 1837 bis 31. März 1839 das Amt des Bildungsministers unter Premierminister Louis-Mathieu Molé.
1841 ging er als Gesandter nach Madrid, 1843 unter gleichzeitiger Erhebung in den Grafenstand nach Turin, und übernahm 1845 nach Abel-François Villemains Rücktritt wieder das Amt des Bildungsministers.
Durch die Februarrevolution 1848 außer Dienst gesetzt, war er mit François Guizot um das Zustandekommen einer Fusion zwischen den Legitimisten und Orléanisten bemüht. Im März 1851 erhielt er gleichwohl durch ein Dekret des Präsidenten eine Pension von 6000 Franc.
Im Dezember 1845 wurde er Ehrenmitglied der Akademie der Wissenschaften in Sankt Petersburg.

## Werke
- Don Alonzo, ou l’Espagne (1824)
- Histoire de Pologne avant et sous le roi Jean Sobiesky (1827–1829)
- Islaor, ou le barde chrétien (1824)
- Seize mois, ou la révolution et les révolutionnaires (1831)
- La Révolution de 1830 (1855)